# Faculté d'architecture, d'ingénierie architecturale, d'urbanisme
La Faculté d'architecture, d'ingénierie architecturale, d'urbanisme (LOCI) est la 14e faculté de l'UCLouvain, fondée en 2009. Établie à Bruxelles, Tournai et Louvain-la-Neuve, en Belgique, elle organise des études en architecture, urbanisme et en ingénierie civile architecturale.
LOCI est l'une des composantes du secteur des sciences et technologies de l'UCLouvain. Au niveau de la recherche, la faculté prend part à la Commission doctorale des sciences de l'ingénieur et technologie, art de bâtir et urbanisme (CDI).
En application du processus de Bologne harmonisant l’espace européen de l’enseignement supérieur,, cette faculté rassemble : 
- l'ISA Saint-Luc de Bruxelles (à ne pas confondre avec l'ESA Saint-Luc Bruxelles) ;
- l'ISA Saint-Luc de Tournai (à ne pas confondre avec l'ESA Saint-Luc Tournai) ;
- et les unités d’architecture et d’urbanisme de l’École polytechnique de Louvain.

La faculté LOCI occupe ainsi les campus de Louvain-la-Neuve, de l'UCLouvain Bruxelles Saint-Gilles et de l'UCLouvain Tournai. 

## Historique

### 1882: l'institut Saint-Luc de Bruxelles
L'institut Saint-Luc de Bruxelles est fondé sous le nom d'Institut Jean Béthune par les membres de l'Institut des Frères des écoles chrétiennes, d'abord à Molenbeek-Saint-Jean en 1882, puis en 1887 sur la rue des Palais à Schaerbeek. L'École Saint-Luc Institut Supérieur d'Architecture y est fondée en 1938, en tant qu'association sans but lucratif. L'équivalent néerlandophone de LOCI, la faculteit architectuur de la KU Leuven, y possède d'ailleurs toujours une implantation, le campus Sint-Lucas Brussel.
Comme celui de Tournai, l'institut fait alors partie de la série des écoles d'art Saint-Luc établies dans la majorité de grandes villes belges. Entre-temps se crée un pôle Saint-Luc dans la commune de Saint-Gilles, dès 1904. À la suite des crises linguistiques des années 1960, l'institut se scinde en deux et l'institut d'architecture déménage à Ixelles, près de l'école secondaire et l'école d'art de Saint-Gilles. L'institut d'architecture établit son siège au n°70 de la rue Defacqz, près de l'avenue Louise, dans une simple maison. En réalité, il s'agit d'une vaste implantation délaissée par l'Institut Meurice, cachée derrière les quartiers d'habitation et à cheval sur Ixelles et Saint-Gilles. Des enseignements se donnent alors également dans le bâtiment de la rue d'Irlande, siège central des instituts Saint-Luc de Bruxelles.
Le Cercle des étudiants architectes de Saint-Luc est constitué en 1973 et en 1981 est créée l'association des anciens étudiants de l'ISA Saint-Luc, dénommée Architecture Recherche Communication (dissous en 2009). Pourtant institution catholique, les étudiants de Saint-Luc portent la penne. Dès 1986, le pouvoir organisateur est à nouveau centralisé, et transmis au comité organisateur des Instituts Saint-Luc à Saint-Gilles.
En 1965 est construit sur la chaussée de Charleroi 132, à Saint-Gilles, un vaste immeuble de style international selon les plans de l'architecte Émile Verhaegen, également fondateur et président du centre UCL-Saint-Luc à Louvain-la-Neuve. Repris par l'Institut Saint-Luc, duquel Émile Verhaegen est membre, durant les années 1990, l'ISA Saint-Luc y déménage ensuite, ce qui restera son implantation principale jusqu'à la fusion avec l'UCLouvain.

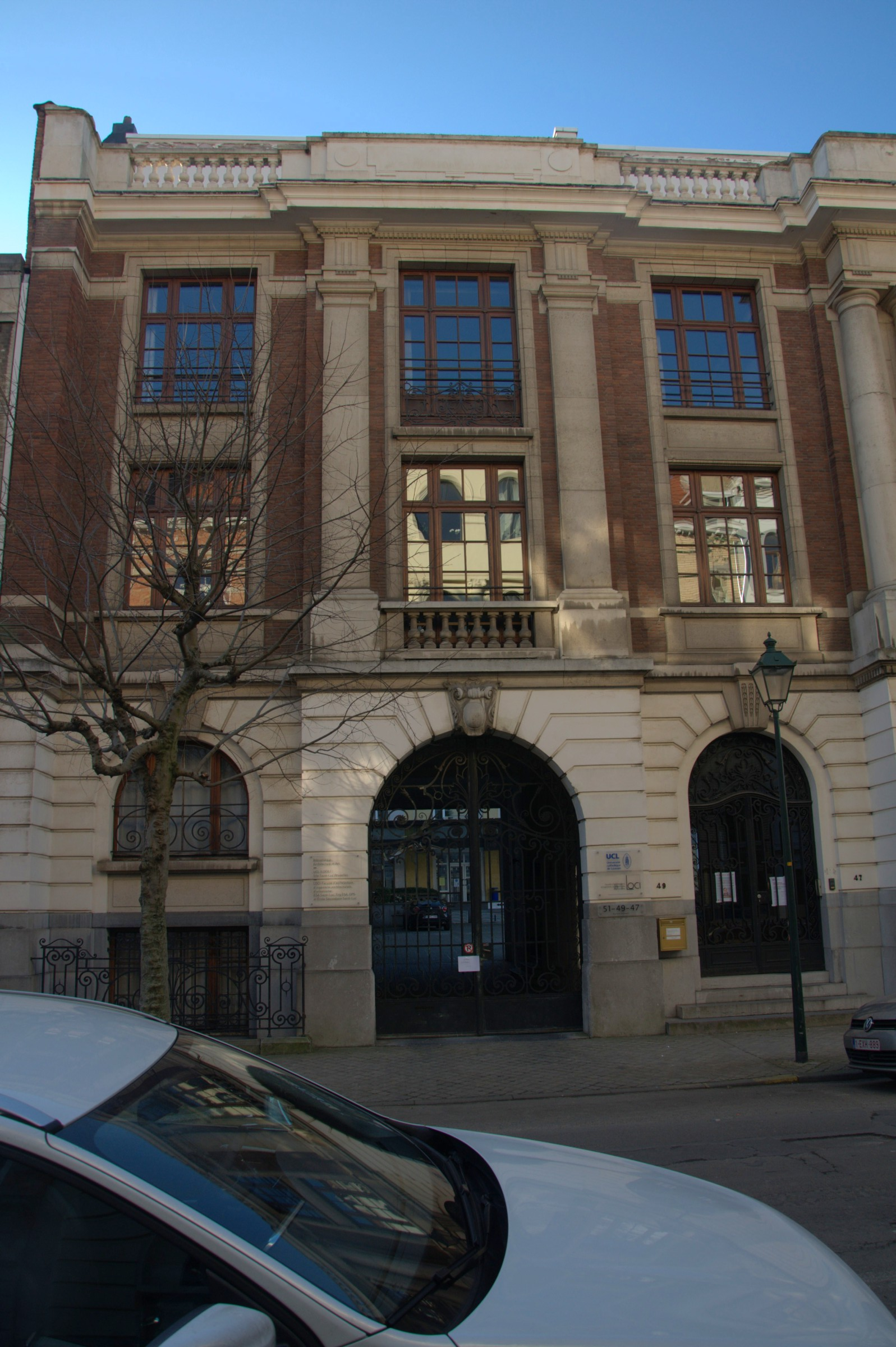
UCLouvain Bruxelles Saint-Gilles, rue Wafelaerts 51 (partie gauche).

Le décret du 13 décembre 2007 de la Fédération Wallonie-Bruxelles octroie des habilitations en architecture aux universités, si celles-ci intègrent un ou plusieurs instituts d'architecture. En 2010, l'ISA Saint-Luc quitte les Instituts Saint-Luc de Bruxelles pour fusionner par absorption avec l'université catholique de Louvain. La Faculté LOCI effectue tout de même sa première rentrée dans les bâtiments de l'ISA Saint-Luc. Dès la fusion, un tout nouveau campus est habilité, l'UCLouvain Bruxelles Saint-Gilles, sis. rue Wafelaerts, à côté de la prison de Saint-Gilles. Il s'agit des anciens Laboratoires pharmaceutiques Sanders, conçus en style Beaux-Arts en 1927 et classés sur la liste de sauvegarde régionale depuis 1996.
Le site UCLouvain Bruxelles Saint-Gilles possède sa propre administration incluant un vice-doyen et sa bibliothèque (BAIU-Bruxelles).

### 1904: l'institut Saint-Luc de Tournai

#### Origines
L'institut Saint-Luc de Tournai est fondé en tant qu'Institut Passy-Froyennes en 1904, à Ramegnies-Chin, avec un vaste édifice néo-gothique. En réalité, il s'agit du transfert vers la Belgique, près de la frontière française, d'un pensionnat fondé en 1839 par les Frères des écoles chrétiennes à Passy (désormais dans Paris), à la suite de la Loi Combes de 1904. L'Institut Saint-Luc de Lille ferme alors aussi ses portes et certains de ses avoirs sont également transférés à Tournai, à 25 km. L'Institut est juridiquement fondé en tant qu'ASBL en 1924.
Dès 1936, l'école, principalement une école d’architecture, compte 500 élèves. Les cours d'architecture se donnent également au centre-ville de Tournai, rue de la Tête d’Or puis rue du Chambge, jusqu'à la Seconde Guerre mondiale. Les frères français y vivent à l'institut, quasiment en exil, jusqu'en 1959, lorsqu'ils retournent en France pour fonder La Salle Passy Buzenval. 
À Ramegnies-Chin, l'institut est alors repris par les frères belges de Saint-Luc. Au fil du temps, y sont notamment fondés l'Institut des hautes études des communications sociales (IHECS, désormais à Bruxelles) et les bases de l'Institut des arts de diffusion (IAD, désormais à Louvain-la-Neuve).
Similairement à Bruxelles, un comité organisateur de l'Institut St-Luc de Tournai prend en charge la gestion centralisée des écoles secondaire, d'art, d'architecture ou de promotion sociale et d'enseignement spécialisé dès 1955. 

### 1979: l'Institut supérieur d'architecture Saint-Luc de Tournai
Dès 1979, l'enseignement de l'architecture se fait à partir de l'Institut supérieur d'Architecture Saint-Luc à Tournai (Ramegnies-Chin).
En 1982, un centre de recherche, Études et Recherches architecturales de l'ISA (ERA) voit le jour, qui se chargera de la recherche en architecture et urbanisme à Tournai jusqu'à l'intégration dans l'UCLouvain.

#### 1987: l'ISA Saint-Luc de Wallonie (Liège et Tournai)
Dès 1987, les ISA Saint-Luc de Liège et de Tournai sont regroupés au sein d'une même entité, l'Institut supérieur d'architecture Saint-Luc de Wallonie, ASBL avec notamment Melchior Wathelet au sein de son conseil d'administration. 
Le décret du 13 décembre 2007 de la Fédération Wallonie-Bruxelles octroie des habilitations en architecture aux universités, si celles-ci intègrent un ou plusieurs instituts d'architecture. Dès cette année, la section d'architecture de l'institut Saint-Luc de Tournai entame des discussions pour intégrer l'université de Louvain, ainsi que, compte tenu de son important capital étudiant français, des discussions avec des institutions françaises.  

#### 2009: l'ISA Saint-Luc de Tournai intègre l'UCLouvain
En 2009, l'association ISA St-Luc Wallonie commence sa dissolution, transférant l'ISA Saint-Luc de Liège à l'université de Liège, et l'ISA Saint-Luc de Tournai à l'université catholique de Louvain. 
La faculté d'architecture de l'UCLouvain voit alors le jour et continue les enseignements d'architecture au sein du complexe de la chaussée de Tournai. Pourtant, comme à Bruxelles, l'université entame des démarches pour s'installer dans ses propres bâtiments.

### Le département d'ingénierie civile architecte de Louvain-la-Neuve
La faculté des sciences appliquées de l'université catholique de Louvain (devenue École polytechnique de Louvain en 2008), se chargeait des formations d'ingénieur civil architecte, avec les autres formations d'ingénierie civile, à Louvain-la-Neuve.
En 1983, Émile Verhaegen, président de l'ISA Saint-Luc de Bruxelles, fonde le Centre de Recherche et d'Enseignement de l'Architecture U.C.L. - Saint-Luc, nommé CREARCH.
Avec la création de la nouvelle faculté d'architecture, d'ingénierie architecturale, d'urbanisme, le département d'ingénierie civile architecte est transféré vers cette dernière. Le décanat ainsi que le siège administratif central de LOCI sont situés à Louvain-la-Neuve, dans les bâtiments partagés avec l'école polytechnique de Louvain.

### 2010: la faculté d'architecture, dite «LOCI»
Lors de sa fondation en 2010, la faculté fut un court temps nommé Faculté d'Architecture, d'Ingénierie architecturale, d'Urbanisme et d'Aménagement du Territoire (AIAU),. 
Dès 2012, l'UCLouvain prend en main l'hôtel des Anciens Prêtres (aujourd'hui l'Hôtel des Architectes, accueillant les services administratifs), racheté à la ville de Tournai, ainsi qu'un ancien bâtiment des Archives de l'État à Tournai (Archives), qui déménagent vers l'ancien site de l'imprimerie Casterman en 2010. L'UCLouvain décide de surcroît de reprendre le site adjacent appartenant à Cofidis (Bâtiments Manufacture et Filature). Le bureau d'architectes portugais Aires Mateus est désigné pour concevoir la nouvelle implantation, et notamment construire un bâtiment de liaison de style déconstructiviste.
En 2017, le site de Tournai de l'UCLouvain est inauguré, dont l'entrée se fait rue du Glategnies. Tout comme à Bruxelles, le site UCLouvain Tournai possède sa propre administration incluant un vice-doyen et sa bibliothèque (BAIU-Tournai).

## Formation
Bachelier (180 crédits)
- Bachelier en architecture
- Bachelier ingénieur civil architecte

Master (120 crédits)
- Master en architecture
- Master ingénieur civil architecte

Master complémentaire (60 crédits)
- Master de spécialisation en urbanisme et aménagement du territoire

Études de troisième cycle (doctorats) :
- Doctorat en Art de Bâtir, Urbanisme et Sciences de l'Ingénieur

Certification universitaire
- Building information modeling (BIM)

## Centres de recherche
- Architecture et Climat [38]
- Le Centre de recherches et d'études pour l'action territoriale [39]
- Laboratoire Analyse Architecture [40]
- Laboratoire Théorie des systèmes en architecture[41]
- Structures & Technologies [42]

## Personnalités liées à la faculté
- Doyen / Doyenne
  - André De Herde, 2009-2012
  - Jean Stillemans, 2012-2018
  - Eric Van Overstraeten, 2018-2024
  - Catherine Vanhamme, depuis 2024

- Direction administrative
  - Philippe Gruloos, 2009-2010
  - France Pecher, depuis 2010

## Article de presse
- RTBF : juillet 2010 interview d'André De Herde
- RTBF : février 2012
- NordEclair : 22 juin 2013
- RTBF : avril 2014 Nouveau campus à Tournai
- L'Avenir : UCL architecture s'installe à Tournai
- A+ Architecture in Belgium : octobre 2020 Dix ans d’intégration des Instituts d’architecture dans les universités : un premier bilan